# Большаковский район
Большаковский район — район, существовавший в Калининградской области РСФСР в 1947—1963 годах. Центр — село Большаково.
Большаковский район был образован 25 июля 1947 года из частей Славского и Черняховского районов. В его состав вошли 5 сельсоветов: Большаковский, Высоковский, Залесовский, Калиновский и Придорожный.
1 февраля 1963 года Большаковский район был упразднён, а его территория передана в Славский район.